# Irene Parlby
Mary Irene Parlby nata Marryat (9 gennaio 1868 – 12 luglio 1965) è stata un'attivista e politica canadese, leader del sindacato delle contadine. Una delle cinque donne del gruppo Famous Five, presidente di United Farm Women of Alberta, è stata la prima donna a diventare ministro senza portafoglio nel governo dell'Alberta, in Canada.

## Biografia
Nata a Londra, figlia minore del colonnello Ernest Lindsay Marryat, a 13 anni si trasferì in India con la famiglia, che seguiva il lavoro del padre. Ricevette un'elevata istruzione in scuole esclusive in Svizzera e Germania, interessata di più al teatro e alla scrittura che alla medicina, il desiderio del padre. Viaggiò a lungo in Europa prima di andare in visita ad amici a Buffalo Lake, nel nord-ovest e successivamente ad Alberta, e stabilirsi in Canada, nel 1896.
Poco dopo l'arrivo, incontrò un laureato di Oxford, Walter Parlby, immigrato in Canada per congiungersi al fratello, contadino abitante nella città di Alix, Alberta. Irene e Walter si sposarono nel 1897 e rimasero nella fattoria di famiglia ad Alix, dando alla luce il figlio, Humphrey nel 1899.

## Carriera

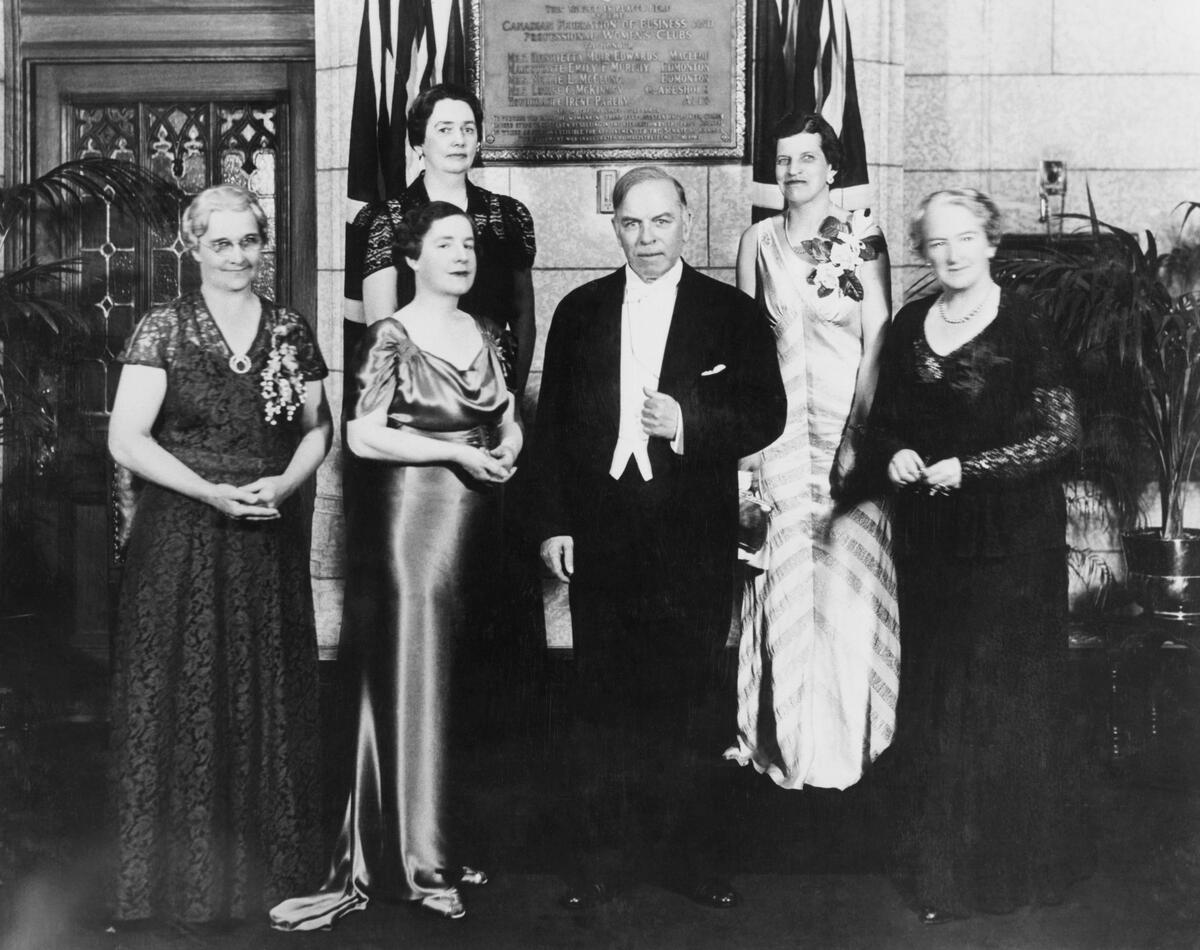
W.L. Mackenzie King scopre la targa intitolata a The Valiant Five

Nel 1913, Parlby aiutò a fondare le prime sedi locali femminili di United Farmers of Alberta. Nel 1921 fu eletta nell'Assemblea legislativa di Alberta per la guida del distretto provinciale di Lacombe, rimanendo per 14 anni. Nominata ministro senza portafoglio, fu la prima donna ministro del governo dell'Alberta.
Irene Parlby fece parte delle Famous Five (Canada) o The Valiant Five, che per mezzo di una battaglia giudiziaria conosciuta con il nome di Persons case aveva stabilito che le donne erano "persone qualificate" ai sensi della Costituzione del Canada e pertanto avevano diritto a sedere nel Senato del Canada. Come anche le altre quattro, soprattutto in quanto avvocata, Parlby militava per il movimento eugenetico in Alberta, compresa la sterilizzazione sessuale dei malati mentali.
Avvocata permanente per le donne canadesi e per i bambini delle zone rurali, Parlby fu presidente della United Farm Women (UFWA) dell'Alberta dal 1916 al 1919. A nome dell'UFWA, si attivò per migliorare i servizi pubblici, l'assistenza sanitaria, l'istituzione di ospedali municipali, nonché cliniche mediche e dentali. Nel 1921, Irene Parlby fu eletta nella legislatura provinciale e fece il ministro di gabinetto (la seconda donna in Canada ad occupare un posto nel gabinetto provinciale).
In seguito al Persons case, il primo ministro R.B. Bennett nominò Irene Parlby uno dei tre delegati che il Canada poteva inviare alla Lega delle Nazioni a Ginevra, dove rimase in servizio dal 1930 al 1934. Affaticata, tornò ad Alberta e finì il suo mandato nella legislatura provinciale, non ricandidandosi nel 1935. Come riconoscimento per il suo contributo allo sviluppo della provincia, l'Università dell'Alberta le conferì la laurea Honoris causa nel 1935. Ritiratasi dalla politica, continuò il suo attivismo indirizzato verso la cooperazione e migliori condizioni di vita dei cittadini canadesi, sia di persona che sui media.
Combattente per il riconoscimento piuttosto che per l'uguaglianza al genere maschile, venne spesso citata la sua frase: "... e cosa succede quando non ci siamo più? Dovrebbero le donne tornare nello stato in cui appartenevano una volta? No, dovrebbero piuttosto prendere armi e combattere per il riconoscimento, non per l'uniformità".
Si spense nel 1965 all'età di 97 anni, l'ultima sopravvissuta delle Famous Five.

## Eredità
Nel mese di ottobre 2009, il Senato ha votato per nominare Parlby e le altre come prime "senatrici onorarie". 
In suo onore è stato recentemente realizzato un murale a Edmonton, in Alberta.
Nel 1966, Irene Parlby è stata riconosciuta dal governo del Canada come personaggio di significato storico nazionale. Una targa per commemorare questo evento si trova ad Alix, Alberta e il "Persons Case" è stato riconosciuto come un evento di rilevanza storica nazionale.
Nell'anno 2000, ad un anno dal 70º anniversario del "People Case" (in cui Parlby e le altre "Famous Five" avevano combattuto perché le donne fossero riconosciute come persone nella costituzione canadese), il regista David Adkin, nel suo tentativo di testimoniare che anche un individuo può fare la differenza, realizzò un film sulla sua vita intitolato The reclutant politician: the story of Irene Parlby. Come materiale per realizzarlo usò gli archivi pubblici, i lavori della storica e l'autrice Nancy Millar, gli album fotografici ed i ricordi di famiglia messi a disposizione dai discendenti di Irene Parlby - i nipoti Geoffrey, Gerry e Susan.